# 結城舞衣
結城 舞衣（ゆうき まい、1983年4月18日 - ）は東京都出身の元グラビアアイドル。オレンジベリーを所属事務所としていた。

## 人物
- 趣味：カラオケ、演劇
- 特技：菓子作り

## 出演

### テレビ
- 胸騒ぎの土曜日
- デジ屋台
- ザ・ジャッジ
- 熱烈!あっ!とマガジン （あっ!とおどろく放送局、2006年11月3日-12月29日）
- 熱烈!あっ!とマガジン （あっ!とおどろく放送局、2007年1月12日-3月30日）

## リリース作品

### DVD
- Porno Virus（2004年8月、日本メディアサプライ）
- 激写X 快感 Gカップグラビアアイドル（2006年3月、日本メディアサプライ）
- ぷちぃと♪監禁（2007年2月、ビーエムドットスリー）
- Mailand（2008年1月、ビーエムドットスリー）
- クーデター（2008年12月、オルスタックピクチャーズ]）
- ジューシーフルーツ 結城舞衣（2008年4月、日本メディアサプライ）
- MiLKのお時間（2008年10月、ホルスタインピクチャーズ）
- クーデター（2008年12月、オルスタックピクチャーズ）
- All About 結城舞衣（2009年3月、日本メディアサプライ）
- pg（2009年10月、ターンテーブル）[1]
- 誘愛聖女（2010年1月、オルスタックピクチャーズ）
- 素顔の私を見て・・・（2010年4月、日本メディアサプライ）

### 写真集
- 愛舞 - 結城舞衣ファースト写真集（2004年7月、アポロ出版）